# Cartago Raptors
Cartago Fútbol Americano (Cartago Raptors) es un equipo mayor de fútbol americano con sede en Cartago, Costa Rica. Es miembro de la FEFACR, máximo ente del fútbol americano en Costa Rica, avalado por el ICODER.
Cartago F.A. aparece en 2012, sin embargo, su origen se remonta al año 2009, con la creación del equipo Raptors, que fuera posteriormente absorbido por la nueva organización. El equipo ha competido bajo la denominación Raptors en los torneos 2010(organizado por FCFA) y 2011(organizado por FEFACR) y bajo la denominación San José Raptors en el torneo 2012 de la FEFACR, para finalmente iniciar una nueva etapa en Cartago F.A., siendo conocidos en adelante como Cartago Raptors.
A partir de la temporada 2013, los Raptors competirán con su nueva denominación en el Campeonato Nacional de Fútbol Americano de Costa Rica, en su categoría mayor(primera división), bajo el mando de Dale McNew, entrenador que los dirigirá por tercera temporada consecutiva.

## Origen
Raptors aparece en julio de 2009, conformando un nuevo equipo con una base de alrededor de 20 jugadores que jugaran la temporada 2009 en otros equipos e iniciando una fase de reclutamiento el 25 de julio y arrancando su preparación en el mes de septiembre, ambos del mismo año. El equipo tendría su debut en la temporada 2010 del torneo organizado por la FCFA.
Al frente del nuevo equipo estaba el entrenador en jefe Dale McNew, quien había sido destituido de su puesto en Dragons, tras un destacado papel en la temporada 2009, donde alcanzó la postemporada y terminó en el tercer lugar general.

## Historia
El debut oficial para los Raptors llegaría en la segunda semana de la temporada 2010, en un encuentro ante los Mustangs, en el que el nuevo equipo demostró basta superioridad y alcanzó una cómoda victoria de 34-0, arrancando lo que sería una buena temporada para el entonces debutante en el fútbol americano de Costa Rica.
En esa primera temporada, el equipo clasificaría a la postemporada, enfrentándose en semifinales a Toros, hasta entonces campeón vigente, disputándose un encuentro cerrado y muy atractivo, en el que destacó el gran aporte de Ignacio Watson al bando de los Raptors, anotando 5 touchdowns. Sin embargo, Toros avanzaría a la final con una victoria de 52-42.
Para su segunda temporada, los Raptors ya formaban parte de la FEFACR y del torneo que a partir de entonces, sería organizado por la misma bajo el formato de Campeonato Nacional. En esta ocasión, jugó únicamente la temporada regular, ya que se ubicó segundo en su conferencia y tercero en la liga, pero el formato del torneo establecía que solo los ganadores de cada conferencia clasificarían y se enfrentarían en la final.
En 2012, jugarían su tercer torneo, en el que nuevamente llegarían a la postemporada luego de una gran temporada regular, en la que hubiesen terminado en segunda posición general, de no haber sido por un error de alineación que le costaría perder en la mesa el encuentro en el que venció a Toros 24-0  el la semana 7. En el partido semifinal se enfrentaría nuevamente a Toros, pero esta vez caería por tan solo una anotación, siendo el marcador final de 24-7.

## Colores y uniformes
En un inicio, los colores de Raptors fueron azul rey, blanco y naranja, participando en la temporada 2010 con su uniforme azul, con los costados de la camiseta en color blanco e insertos en color naranja, pantalones y medias en color azul. Para la temporada 2011 se cambió la camiseta por una enteramente blanca y para la temporada 2012 utilizó un uniforme totalmente rojo.
A partir la temporada 2013, y con la adopción por parte de Cartago F.A., el equipo utilizará los colores de la ciudad de Cartago, manteniendo el rojo como color principal, pero acompañado del color azul, retomando así el color original de los Raptors.

## Registros
- Debut:6 de febrero de 2010 (Semana 2 Temporada 2010 / Raptors 34 - 0 Mustangs)
- Puesto Histórico: cuarto lugar
- Temporadas: 3
- Partidos Jugados(oficiales): 25
- Touchdowns Anotados: 105
- Máximo Anotador Histórico: Ignacio Watson
- Mayor victoria: 16 de abril de 2011 (Semana 9 Temporada 2011 / Raptors 80 - 0 Rhynos)
- Mayor derrota: 27 de febrero de 2010 (Semana 5 Temporada 2010 / Raptors 6 - 45 Bulldogs)
- Mayor Cantidad de Puntos Anotados en un Juego: 80 Puntos  (Semana 9 Temporada 2011 / Raptors 80 - 0 Rhynos)
- Mayor Cantidad de Puntos Concedidos en un Juego: 54 Puntos (Semana 10 Temporada 2011 / Raptors 31 - 54 Toros)